# Georg Ludwig von Trapp
Georg von Trapp, nato Georg Ritter von Trapp, (Zara, 4 aprile 1880 – Stowe, 30 maggio 1947), è stato un ufficiale austro-ungarico con cittadinanza italiana naturalizzato statunitense, la cui vita è stata raccontata assieme a quella della sua famiglia nel romanzo La famiglia Trapp, trasposto sia in  musical che in versione cinematografica.

## Biografia
Il capitano di corvetta Georg Ritter von Trapp fu il capo della famiglia di cantanti austriaca illustrata nel noto romanzo La famiglia Trapp. I suoi successi nel corso della prima guerra mondiale, nella Marina dell'Impero austro-ungarico, gli valsero numerose decorazioni, compresa la prestigiosa insegna di Cavaliere dell'Ordine militare di Maria Teresa.
Georg  Ritter von Trapp nacque a Zara in Dalmazia, allora parte dell'Impero austro-ungarico, ora in Croazia. Suo padre, capitano di fregata August Trapp, fu un ufficiale della marina austriaca che venne elevato al rango della nobiltà austriaca nel 1876. Egli ed i suoi discendenti ebbero l'onore di potersi chiamare "Herr" (signore) con il titolo Ritter von in caso di maschi e von in caso di femmine. Talvolta è stato erroneamente indicato come Barone von Trapp, anche se "Ritter" in lingua tedesca significa "Cavaliere" (il cavalierato ereditario equivale al titolo britannico di baronetto, da non confondere con il non ereditario titolo di "Cavaliere" detto "Sir"). August Ritter von Trapp morì nel 1884, quando Georg aveva quattro anni. Sua madre era Hedwig Wepler. La sorella maggiore di von Trapp era l'artista austriaca Hede von Trapp. Egli aveva anche un fratello, Werner von Trapp, che morì nel corso della prima guerra mondiale nel 1915.
Nel 1894, von Trapp seguì la carriera di suo padre, nella Marina austro-ungarica, entrando all'accademia navale di Fiume. Si laureò quattro anni più tardi e fu arruolato nella k.u.k. Kriegsmarine il 1º luglio 1898 come cadetto di marina di seconda classe (“Seekadett 2. Klasse”). Iniziò dei viaggi di addestramento compreso un viaggio in Australia. Nel 1900 venne assegnato all'incrociatore corazzato Kaiserin und Königin Maria Theresia e venne decorato per la partecipazione alla campagna contro la rivolta dei Boxer. Fu promosso il 1º maggio 1903 ad alfiere di vascello (“Linienschiffsfähnrich”) imbarcandosi sulla corazzata a casamatta “Bellona” (ex “Kaiser”), all'epoca già trasformata in pontone, poi sulla nave trasporto  “Gigant” e sul rimorchiatore “Büffel”.  Negli stessi anni seguì i corsi di specializzazione in “Seeminen” (posa e rilevamento di mine marittime) nel 1904, di comando per sommergibili nel 1907 e di aeronautica navale. Nel 1906 fu imbarcato sulla corazzata “Budapest”.  Nel 1907-1908 prestò servizio sulla torpediniera “Uskoke” e sulla torpediniera “Krokodil”. Il 1º novembre 1908 fu promosso tenente di vascello (“Linienschiffsleutnant”).
Von Trapp era affascinato dai sottomarini, e nel 1908 ebbe la possibilità di essere trasferito alla neo-costituita U-Boot-Waffe. Il 1º luglio 1910 gli venne affidato il comando del nuovo U-6,  comando che doveva mantenere sino al 24 giugno 1913.  l'U-6 era stato battezzato al varo da Agathe Whitehead, nipote dell'inglese Robert Whitehead, perfezionatore del siluro.
Il 22 aprile 1915, von Trapp prese il comando dell'U-5 e condusse nove missioni di combattimento. Mentre era al comando dell'U-5 affondò:

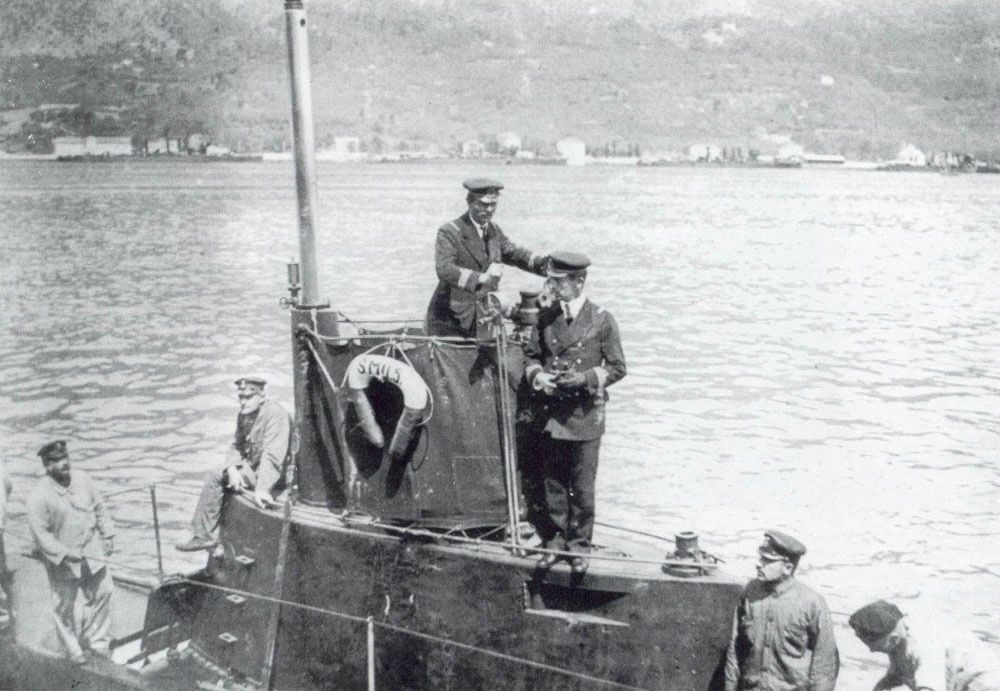
Il comandante Trapp sul ponte di U-5

- La nave da guerra francese Léon Gambetta, alle coordinate 39.30N, 18.15E, il 21 aprile 1915, 15 miglia a sud di Capo Santa Maria di Leuca.
- Il sommergibile italiano Nereide alle coordinate 42.23N, 16.16E, il 5 agosto 1915, a 230 metri dall'isola di Pelagosa[2].
- Catturò inoltre la nave greca Cefalonia al largo di Durazzo il 29 agosto 1915.

Gli venne, qualche volta, accreditato l'affondamento della nave italiana adibita al trasporto truppe, Principe Umberto, ma in realtà questa venne affondata dal comandante che succedette a von Trapp al comando del l'U-5, Friedrich Schlosser (1885-1959), l'8 giugno 1916 dopo che von Trapp venne trasferito al comando dell'U-14.
Il 14 ottobre 1915 venne trasferito al comando del sommergibile francese Curie, rinominato U-14, che era stato catturato dagli austriaci.
Mentre era al comando dell'U-14, affondò:
- La nave britannica Teakwood a 36.39N, 21.10E il 28 aprile 1917
- La nave italiana Antonio Sciesa a 36.39N, 21.15E il 3 maggio 1917
- La nave greca Marionga Goulandris a 35.38N, 22.36E il 5 luglio 1917
- La nave francese Constance a 36.51N, 17.25E il 23 agosto 1917
- La nave britannica Kilwinning a 35.26N, 16.30E il 24 agosto 1917
- La nave britannica Titian a 34.20N, 17.30E il 26 agosto 1917
- La nave britannica Nairn a 34.05N, 19.20E il 28 agosto 1917
- La nave italiana Milazzo a 34.44N, 19.16E at il 29 agosto 1917
- La nave britannica Good Hope a 35.53N, 17.05E il 18 ottobre 1917
- La nave britannica Elsiston a 35.40N, 17.28E il 18 ottobre 1917
- La nave italiana Capo Di Monte a 34.53N, 19.50E il 23 ottobre 1917

Condusse altre dieci azioni, prima che nel maggio 1918, venisse promosso capitano di corvetta ed assegnato al comando di una base di sommergibili nelle Bocche di Cattaro.
Alla fine della prima guerra mondiale, il record di von Trapp fu di 19 scontri navali, 11 navi mercantili affondate per un tonnellaggio di 45.669 tonnellate e l'affondamento di 2 navi da guerra, l'incrociatore corazzato francese Léon Gambetta (12.600 tonnellate) e il sottomarino italiano Nereide (225 tonnellate). Fra le altre onorificenze, ricevette la Croce di Cavaliere dell'Ordine Militare di Maria Teresa.
La fine della prima guerra mondiale vide la sconfitta ed il collasso dell'Impero austro-ungarico. L'Austria venne ridotta ai soli territori di lingua tedesca perdendo l'accesso al mare, e non ebbe quindi più una Marina, lasciando von Trapp senza comando. Essendo nato a Zara, gli venne d'ufficio assegnata la nazionalità italiana.

## Primo matrimonio
Il 10 gennaio 1911, von Trapp sposò Agathe Whitehead (1891-1922), nipote di John Brodrick e di Robert Whitehead, il perfezionatore del siluro. Fu lei che battezzò l'U-boat U-6, il suo primo comando.
La ricchezza ereditata da Agathe sostenne la coppia e gli permise di avviare una famiglia. Il loro primo bambino, Rupert von Trapp (1911-1992), nacque a Pola. Dal matrimonio nacquero altri sei figli: Agathe von Trapp (1913-2010), nata a Pola; Maria Franziska von Trapp (1914-2014), Werner von Trapp (1915-2007), Hedwig von Trapp (1917-1972), e Johanna von Trapp (1919-1994), tutti nati a Zell am See, e Martina von Trapp (1921-1951), nata a Klosterneuburg.
Il 3 settembre 1922, Agathe Whitehead morì di scarlattina contratta da sua figlia Agathe von Trapp.
La famiglia acquistò una villa ad Aigen, un sobborgo di Salisburgo, e vi si trasferì nel 1924.
Intorno al 1926 Maria Franziska von Trapp venne ricoverata per una malattia e non poté frequentare la scuola, e Von Trapp prese Maria Augusta Kutschera, dalla vicina abbazia di Nonnberg, come istitutrice della figlia.

## Secondo matrimonio
Maria Augusta e Georg si sposarono nel novembre 1927. La loro prima bambina Rosemarie von Trapp, nacque l'8 febbraio 1929.
Georg e Maria ebbero due altri figli: Eleonore von Trapp, nata il 14 maggio 1931 a Salisburgo e Johannes von Trapp, nato il 17 gennaio 1939 a Filadelfia, portando così il numero dei figli di Georg a dieci.
Nel 1935, Georg investì il patrimonio, ereditato dalla sua prima moglie, in una banca nel Regno Unito. In quel tempo, l'Austria era sotto la pressione economica dell'ostile Germania, e le banche austriache erano in condizioni precarie. Per aiutare un'amica, Auguste Caroline Lammer (1885-1937), in un affare bancario, Georg ritirò gran parte del suo denaro dalla banca britannica e lo depositò in una banca austriaca. Dopo poco tempo la banca fallì facendo scomparire gran parte del patrimonio della famiglia. Come Maria scrisse poi nella sua biografia, Georg rimase demoralizzato e depresso da questo fatto e non fu capace di intraprendere altre attività lucrative; credeva inoltre che cantare in pubblico fosse contro la dignità della famiglia. Prima della perdita della fortuna di famiglia, l'intera famiglia aveva preso a cantare per hobby.
Messa con le spalle al muro dalla difficile situazione economica e con un marito impossibilitato a provvedere alle esigenze della famiglia, Maria prese le redini della situazione ed iniziò a procurare concerti in modo da dare un sostentamento alla sua famiglia. In quel tempo, il prete cattolico Franz Wasner andò a vivere con loro divenendo presto il direttore musicale del gruppo.
Contrari all'Anschluss, l'annessione dell'Austria alla Germania nazista, i von Trapp lasciarono il paese per l'Italia: infatti, dal 1920 Zara è divenuta una città italiana, pertanto Georg Von Trapp che vi è nato, e conseguentemente la moglie e i figli, dispone della cittadinanza italiana. La famiglia si trasferisce quindi negli Stati Uniti. Dopo aver vissuto per un breve periodo di tempo a Merion, dove nacque il loro ultimo figlio Johannes, la famiglia si stabilì a Stowe nel 1941. Nel 1942 acquistarono una fattoria con 660 acri di terreno e la trasformarono nel Trapp Family Lodge.
Georg Ritter von Trapp morì di cancro il 30 maggio 1947 a Stowe. Oggi riposa in quelli che sono diventati i Trapp Family Lodge Grounds, presso la stessa magione di Stowe.